# Vapotron
Vapotron är ett varumärke och ett system för kylning av elektronisk utrustning, huvudsakligen av anoder i elektronrör för radiosändare. Vapotron-kylning kan även tillämpas för kylning av anordningar  för halvledare.

## Historik
Tekniken för vapotron-kylning  utvecklades 1950 av Charles Beurtheret (1909-1977) vid Compagnie Français Thomson-Houston (CFTH, idag enbart Thomson) i Saint-Germain-en-Laye. Vapotron registrerades som varumärke 1953.

## Funktion
Vapotron-kylning innebär att elektronröret  i en radiosändare är nedsänkt i en tank fylld med destillerat vatten. När röret är verksam alstras det mycket värme. Genom en pumpkrets  börjar vattnet att cirkulera i ett slutet system. Kallt vatten kommer in vid botten av tanken och förångas vid kontakt med de värmeavgivande kylflänsarna  från röret. Ångan leds  till en kondensor som kyler ner den till vatten och matar det sedan tillbaka till tanken. Den stora sändaren för Radio Monte-Carlo (RMC) hade  vapotron-kylning  1955. I Sverige utrustades Orlunda långvågsstation 1958 av CFTH med denna kylteknologi.